# Plaza del Buen Pastor
La plaza del Buen Pastor es un espacio público de la ciudad española de San Sebastián.

## Descripción

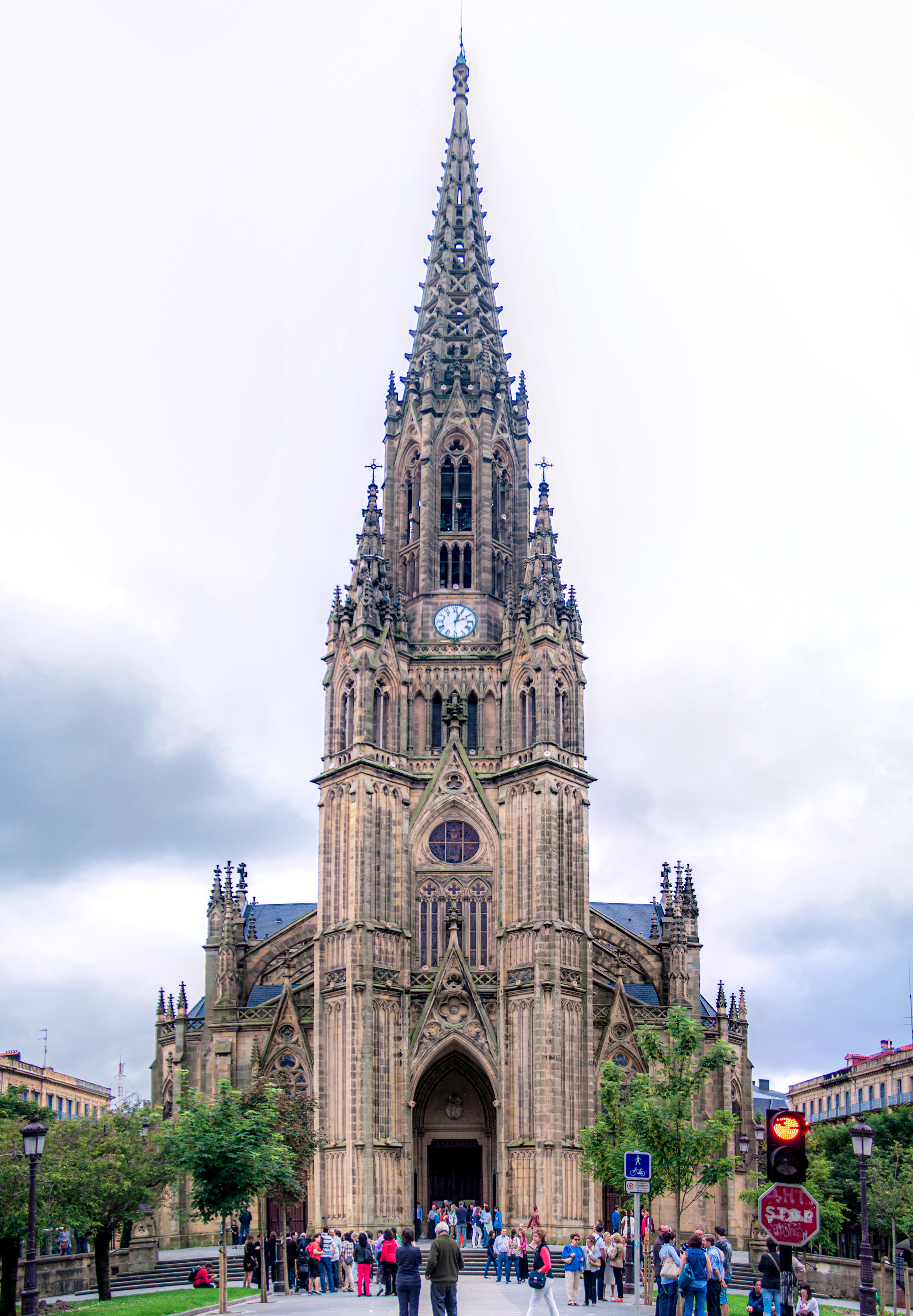
La catedral del Buen Pastor da nombre a la plaza

La plaza ostenta el título actual desde abril de 1892. Se lo debe a la catedral del mismo nombre, sita en ella. El espacio aparece descrito en Las calles de San Sebastián (1916) de Serapio Múgica Zufiria con las siguientes palabras:

Plaza del Buen Pastor.—Por acuerdo de 28 de Abril de 1892, se resolvió que se llamara de esta manera a la Plaza en donde se halla la iglesia parroquial del Buen Pastor. La primera piedra de la iglesia se puso con fecha de 29 de Septiembre de 1888, con asistencia de SS. MM., autoridades y público selecto y numeroso, y la ceremonia de la consagración, se hizo la mañana del 30 de Julio de 1897 por el Señor Obispo de la Diócesis, procediendo por la tarde a la traslación del Santísimo Sacramento, procesionalmente, desde la iglesia provisional del Sagrado Corazón, que se hallaba en el lugar que ocupa hoy la plaza del mercado de la Calle de Urbieta. En este corto espacio de tiempo, quedó levantada la hermosa iglesia de estilo ojival, con arreglo al proyecto del Arquitecto provincial D. Manuel Echave, hijo de la ciudad. El perímetro cubierto o capacidad de la iglesia, alcanza una superficie de 1.1915,20 metros cuadrados, sin contar los pabellones de la sacristía y sala capitular, y es por tanto la mayor de San Sebastián y también de la Provincia. Entre las dos fechas citadas, de la colocación de la primera piedra y de la terminación de la obra, se rotuló la plaza, como ya queda indicado.
(Múgica Zufiria, 1916, p. 155)